# Нойендорф-ам-Дам
Нойендорф-ам-Дам (нем. Neuendorf am Damm) — посёлок в Германии, в земле Саксония-Анхальт, входит в район Зальцведель в составе городского округа Кальбе (Мильде).
Население составляет 242 человека (на 31 декабря 2007 года). Занимает площадь 14,75 км².

## История
Первое упоминание о поселении относится к 1375 году, и встречается в земельной книге Карла IV.
До 31 декабря 2008 года Нойендорф-ам-Дам образовывал собственную коммуну. После проведённых реформ, с 1 января 2009 года он вошёл в состав городского округа Кальбе (Мильде) в качестве района.

## Галерея

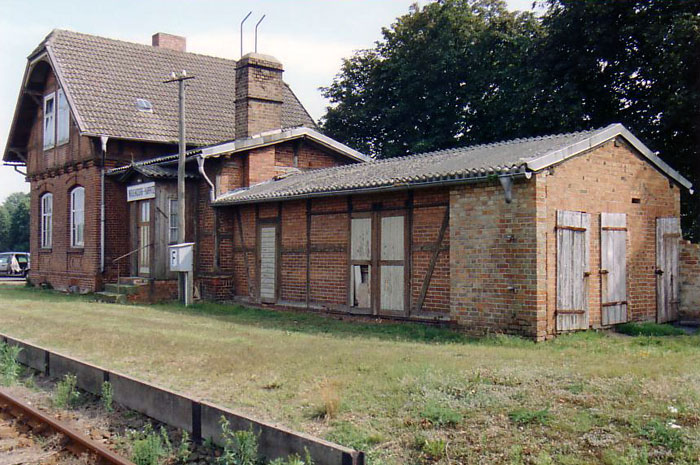
Ж/д станция Нойендорф-ам-Дама